# Break On Through (To the Other Side)
Break On Through (To the Other Side) е първият сингъл на The Doors от албума The Doors. Тя се изкачва само до номер 101 в класациите и не е толкова успешна в сравнение с последвалите албуми и песни, но въпреки това по-късно става една от любимите песни на групата, която изпълняват на концерти. Двадесет и четири години след дебюта си в САЩ, песента става малък хит във Великобритания, достигайки 64-то място в класацията за сингли. На Б-страната е End of the Night.
Фразата she gets high е заличена във всички издания до 1990 година, след което се пее оригиналния текст.

## Структура
Песента е в темпо 4/4 и доста бърза. Мелодията наподобява тази на Stranger Blues на блус китариста Елмор Джеймс. Парчето започва с джаз барабани, наподобяващи началото на Soy Califa на Декстър Гордън (на барабаните е Били Хигинс). Джон Дензмор харесал новата тогава мода на Боса нова идваща от Бразилия и решил да я включи в песента.
Тогва се включва непоследователно соло на орган, изобилстващо от бравурни пасажи. То напомня на What'd I Say на Рей Чарлс, в което са направени няколко размествания. Бас линията е типична за стила Боса нова и почти не се променя по време на песента.
Китарния риф на Роби Кригър е вдъхновен от песента на Боби Бътърфийлд Shake your Moneymaker. Кригър променя някои от нотите, както и темпото.

## Кавъри
Stone Temple Pilots правят кавър на песента в трибют албума си "Stoned Immaculate: The Music of The Doors". Мексиканската хардрок група La Cuca включва песента като скрито парче в албума си La Racha. Сръбската рок група Night Shift прави кавър на песента в албума си от 2002 г. Undercovers
Когато The Doors участват в епизод на VH1 за историята на музикални групи различни гост-музиканти заместват Джим Морисън, като на Скот Уейланд се пада да изпее Break On Through.

## Използване в медиите
- Във филма на Оливър Стоун „Дъ Доорс“ песента е изпълнена два пъти – първо в ранните дни на групата в London fog, а по-ксъно по време на концерта в Маями, веднага след като Джим се „показва“ на публиката. Второто изпълнение е съчетано с Dead Cats, Dead Rats.
- Песента може да се чуе във филма Форест Гъмп, докато Форест играе тенис на маса по време на Виетнамската война.
- Включена е като фон на играта Tony Hawk's Underground 2.
- Фон на трейлъра на филма от 2008 г. „21“.
- Ремикс на песента е използван в играта Burnout Revenge. Изпълнението е на Bt и е дълго 7:08.
- Включено във филма Jarhead (2005).
- Включено в четвъртия сезон на „Семейство Симпсън“, когато Кръсти пее по време на връщане във времето до 1972 г.